# Hapsidodesmus kambai
Hapsidodesmus kambai är en mångfotingart som beskrevs av Hoffman 2005. Hapsidodesmus kambai ingår i släktet Hapsidodesmus och familjen Gomphodesmidae. Inga underarter finns listade i Catalogue of Life.